# L'uomo in cantina
L'uomo in cantina (Der Mann im Keller o Stuart Webbs: Der Mann im Keller) è un film muto del 1914 diretto da Joe May.

## Produzione
Il film fu prodotto dalla Continental Kunstfilm GmbH di Berlino.

## Distribuzione
Distribuito dalla Lloyd Films, il film - che venne vietato ai minori - uscì nelle sale cinematografiche tedesche dopo essere stato presentato in prima al Kammerlichtspiele di Berlino il 20 marzo 1914. In Danimarca, dove il titolo fu tradotto in Manden i Kælderen, il film fu distribuito il 1º giugno 1914. Distribuito dalla Ferrari, in Italia ottenne il visto 4972 nell'ottobre 1914.